# Kansk
Kansk (del ruso: Канск) es una ciudad del krai de Krasnoyarsk, en Rusia. Está situada a orillas del río Kan, un afluente del Yeniséi, a 166 km al este de Krasnoyarsk Contaba con 86 816 habitantes en 2021.

## Historia
Kansk fue fundada como un ostrogen 1628, y se resituó en el emplazamiento actual en 1636. Es una de las fortalezas más antiguas de Siberia donde se instalaban varias guarniciones militares, con la intención de defender el territorio ruso de posibles incursiones kirguizas. Hasta mediados del siglo XVIII, Kansk, cuyo nombre deriva del río, era un asentamiento cosaco que fue destruido en varias ocasiones. Hacia 1740, se hizo pasar el único camino por el aquel entonces practicable entre Moscú y Siberia por Kansk. Esto promovió el comercio, y convirtió además a Kansk en un lugar de exilio de condenados a katorga. Esta situación continuó hasta el siglo XX, en el que sirvió como penal para el sistema del GULAG. En 1822, le fueron otorgados los derechos de ciudad, como importante centro comercial de la región de Krasnoyarsk. De esta época se conservan varios edificios comerciales y casas de comerciantes. Desde la década de 1940, a causa de la Segunda Guerra Mundial en la Rusia europea se instalaron en la ciudad varias industrias evacuadas de esa región, que le dieron a Kansk un carácter industrial.

## Demografía
| 1897    | 1926    | 1939    | 1959    | 1970   |
| ------- | ------- | ------- | ------- | ------ |
| 7 500   | 19 000  | 42 200  | 73 800  | 94 700 |
| 1979    | 1989    | 1998    | 2002    | 2008   |
| 100 600 | 109 607 | 107 500 | 103 000 | 98 965 |

## Economía y transporte
En los alrededores de Kansk se hallan varios cuarteles y campos de prácticas militares. Existen además en la ciudad varias industrias dedicadas a la ingeniería mecánica, la industria maderera y la textil, aunque varias cerraron en la década de 1990. Actualmente, las principales actividades económicas son la madera y la alimentación.
Kansk está en el kilómetro 4.344 del ferrocarril Transiberiano así como en el kilómetro 992 de la carretera M53. Krasnoyarsk, la capital del krai se encuentra a 250 km al oeste. La ciudad más cercana es Ilanski, 22 km al este.

## Personalidades
- Piotr Slovtsov (1886-1934), tenor.
- Aleksandra Ieleva (*1987-), patinadora artística sobre hielo.
- Sasha Trautvein, modelo.